# Cameron County, Pennsylvania
Cameron County är ett county i delstaten Pennsylvania i USA. År 2010 hade countyt 5 085 invånare. Den administrativa huvudorten (county seat) är Emporium.

## Politik
Cameron County tenderar att rösta på republikanerna i politiska val.
Republikanernas kandidat har vunnit rösterna i countyt i samtliga presidentval sedan valet 1968. Totalt har demokraternas kandidat endast vunnit countyt i ett presidentval sedan 1888, nämligen 1964. I valet 2016 vann republikanernas kandidat med 71,9 procent av rösterna mot 24 för demokraternas kandidat, vilket är den största segern i countyt för en kandidat sedan valet 1956.

## Geografi
Enligt United States Census Bureau har countyt en total area på 1 032 km². 1 029 km² av den arean är land och 3 km² är vatten.

### Angränsande countyn
- McKean County - nord
- Potter County - nordost
- Clinton County - öst
- Clearfield County - syd
- Elk County - väst